# 吐瓦魯元
吐瓦魯元是吐瓦魯使用的貨幣。在1966年至1976年間，吐瓦魯的官方貨幣是澳洲元。1976年，吐瓦魯開始發行自己的貨幣，同時與澳洲元在國內流通。與法羅群島克朗和丹麥克朗的關係類似，吐瓦魯元並非獨立的貨幣，而是澳洲元的一種版本。代碼為TVD。
吐瓦魯沒有中央銀行與中央貨幣組織。吐瓦魯國家銀行提供吐瓦魯政府部分金融服務，如持有政府帳目與國外資產。
吐瓦魯過去也使用其他的貨幣。在澳洲元引入前，使用過英鎊；在第二次世界大戰時，美國占領吐瓦魯，使用美元。吉爾伯特和埃利斯群島鈔票也曾在吐瓦魯使用，但少作為官方的貨幣，而是用作銀行本票。

## 硬幣

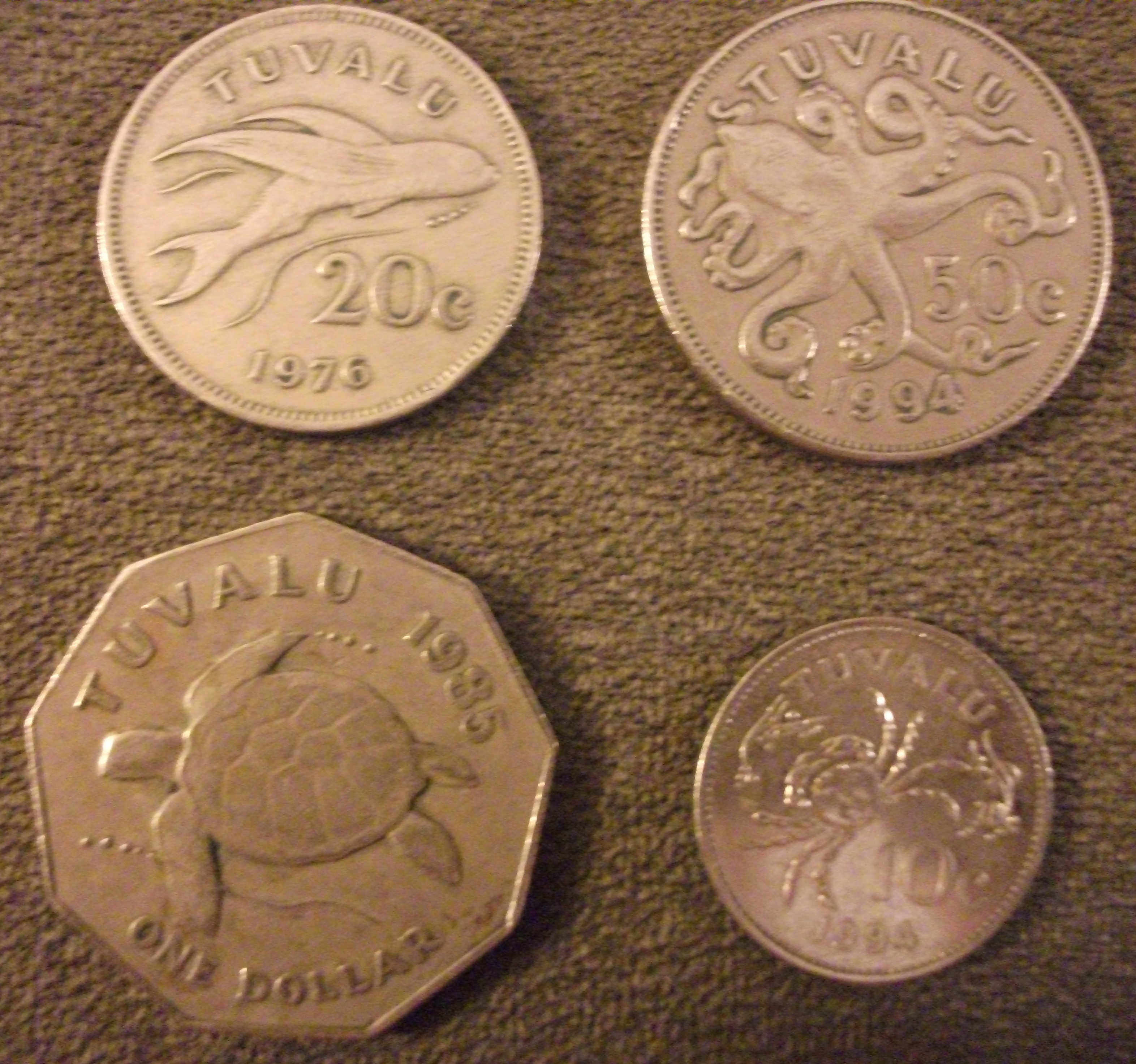
吐瓦魯元10分、20分、50分、1元硬幣

1976年，吐瓦魯預計獨立。以此，吐瓦魯首度引入了自己的硬幣，面額有1分、2分、5分、10分、 20分、50分、1元。 這套貨幣由約翰·唐納所設計，主題是水中生物。青銅製的 1 分、2分硬幣和白銅制的5分、10分、20分硬幣，在大小、重量、成分上皆與其同面額的澳洲元硬幣相同，不過吐瓦魯元50分硬幣與12邊形的澳大利亞五十分硬幣不同。九邊形、白銅製的1元硬幣不只形狀特殊，更比1澳元硬幣早了8年，在大面額硬幣流行前就已發行，硬幣的九邊代表吐瓦魯的九個環礁。除了1分硬幣外，每種硬幣皆有當地海洋生物的圖樣。
1991年，澳洲的1分與2分硬幣停止流通，但在吐瓦魯仍可使用它們。隨著物價與運費上漲，吐瓦魯的1分、2分硬幣也停止流通。
1988年，澳洲發行2澳元硬幣取代2澳元紙鈔。吐瓦魯從未有2吐瓦魯元硬幣，而是直接使用2澳元硬幣。
1994年，許多大英國協成員的硬幣採用新設計的女王頭像。同時，吐瓦魯元停止鑄造，以澳元代替，但吐瓦魯元仍為法定貨幣，依舊流通。
吐瓦魯也發行一些金銀鑄造的紀念幣獲利。
伊莉莎白二世像出現在吐瓦魯的所有貨幣上，儘管有些政治人物提議廢吐瓦魯君主且去除貨幣上的女王像，但被公民投票否決。
硬幣種類如下：
| 面值     | 直徑     | 成分 | 1976–1994    | 1976–1994 |
| 面值     | 直徑     | 成分 | 正面         | 反面      |
| -------- | -------- | ---- | ------------ | --------- |
| 1 cent   | 18 mm    | 青銅 | 伊莉莎白二世 | 蜘蛛螺殼  |
| 2 cents  | 21 mm    | 青銅 | 伊莉莎白二世 | 刺魟      |
| 5 cents  | 19 mm    | 白銅 | 伊莉莎白二世 | 鼬鯊      |
| 10 cents | 24 mm    | 白銅 | 伊莉莎白二世 | 紅眼蟹    |
| 20 cents | 29 mm    | 白銅 | 伊莉莎白二世 | 飛魚      |
| 50 cents | 32 mm    | 白銅 | 伊莉莎白二世 | 章魚      |
| 1 dollar | 30–35 mm | 白銅 | 伊莉莎白二世 | 海龜      |